# 米申多夫
米申多夫是奥地利布尔根兰州上瓦特县的一个市镇。总面积26.19平方公里，总人口1746人，人口密度66.7人/平方公里（2001年）。